# لوتنگا (شهرستان شرودا شلانسکا)
لوتنگا (به لاتین: Lutynia) یک روستا در لهستان است که در گمینا مینکینگا واقع شده‌است. لوتنگا ۱٬۵۰۰ نفر جمعیت دارد.